# Itycirrhitus
Itycirrhitus is een monotypisch geslacht van straalvinnige vissen uit de familie van koraalklimmers (Cirrhitidae).

## Soort
- Itycirrhitus wilhelmi (Lavenberg & Yañez, 1972)